# Rafael Romero (Boxer)
Rafael Romero Montas (* 30. Mai 1968 in San Pedro de Macorís) ist ein ehemaliger dominikanischer Boxer.

## Werdegang
Rafael Romero nahm an den Olympischen Sommerspielen 1992 in Barcelona teil. Im Halbweltergewichtsturnier schied er in der ersten Runde gegen Dillon Carew aus Guyana aus.